# Euboia (Tochter des Asterion)
Euboia (altgriechisch Εὔβοια Eúboia) ist eine Najade der griechischen Mythologie.
Laut Pausanias ist Euboia eine Tochter des Flussgottes Asterion und gemeinsam mit ihren Schwestern Akraia und Prosymna die Amme der Göttin Hera. Der Hügel, auf dem sich das Heraion von Argos befindet, ist nach ihr benannt, der gegenüberliegende Hügel nach ihrer Schwester Akraia und nach Prosymna die Landschaft unterhalb des Heraion. Als Amme der Hera wird sie ebenfalls im Etymologicum magnum und bei Plutarch genannt.